# Epsilon Delphini
Aldulfin eller Epsilon Delphini (ε Delphini, förkortat Epsilon Del, ε Del)  är en ensam stjärna belägen i den mellersta delen av stjärnbilden Delfinen. Den har en skenbar magnitud på 4,03, är synlig för blotta ögat där ljusföroreningar ej förekommer. Baserat på parallaxmätning inom Hipparcosuppdraget på ca 9,9 mas, beräknas den befinna sig på ett avstånd på ca 330 ljusår (ca 101 parsek) från solen. På det beräknade avståndet minskar stjärnans skenbara magnitud med 0,11 enheter genom skymning orsakad av interstellärt stoft. Stjärnan flyttar sig närmare solen med en radiell hastighet av ca 19 km/s.

## Nomenklatur
Epsilon Delphini har det traditionella arabiska namnet ðanab ad-dulfīn eller Dzaneb al Delphin, som angavs i stjärnkatalogen i Al Achsasi Al Mouakket-kalendern och som översattes till latin som Cauda Delphini, som betyder "delfinens stjärt".
År 2016 anordnade International Astronomical Union en arbetsgrupp för stjärnnamn (WGSN) med uppgift att katalogisera och standardisera riktiga namn för enskilda stjärnor. WGSN fastställde namnet Aldulfin för Epsilon Delphini i september 2017 och det ingår nu i IAU:s Catalog of Star Names.

## Egenskaper
Epsilon Delphini är en blå till vit jättestjärna av spektralklass B6 III. Den har en radie som är ca 4,6 gånger större än solens och utsänder från dess fotosfär ca 676 gånger mera energi än solen vid en effektiv temperatur av ca 13 600 K. Stjärnan kan vara något variabel, ibland ljusare ner till magnitud 3,95.